# Liste öffentlicher Kneipp-Anlagen in Niedersachsen
In der Liste öffentlicher Kneipp-Anlagen in Niedersachsen sind Kneipp-Anlagen in Niedersachsen aufgeführt. Sie ist primär nach Orten sortiert, unabhängig davon, ob es sich um Ortsteile, Gemeinden oder Städte handelt. Kneipp-Anlagen können laut Kneipp-Bund in Form von Wassertretanlagen oder Armbecken vorliegen und unterliegen grundsätzlich nicht der Trinkwasserverordnung. Kneipp-Anlagen werden häufig künstlich angelegt. Daneben gibt es in den natürlichen Verlauf von Fließgewässern eingebettete Wassertretstellen. Kneippen ist eine Behandlungsmethode der Hydrotherapie, die auf der Grundlage von Sebastian Kneipp angewendet wird. Hierbei wird in kaltem Wasser auf der Stelle geschritten. In Armbecken werden die Arme bis zur Mitte der Oberarme ins kalte Wasser getaucht. Der Artikel ist Teil der übergeordneten Liste öffentlicher Kneipp-Anlagen in Deutschland. Die Liste erhebt keinen Anspruch auf Vollständigkeit.

## Liste
Derzeit sind in Niedersachsen 46 öffentliche Kneipp-Anlagen erfasst (Stand: 15. Mai 2024):
| Bild             | Ort                       | Kreis             | Beschreibung                                                                                         | ↴ Zufluss / ↳ Abfluss | Standort                                                       |
| ---------------- | ------------------------- | ----------------- | --- | --------------------- | -------------------------------------------------------------- |
| Bild gesucht BW  | Auetal-Hattendorf         | Schaumburg        | Kneipp-Anlage Hattendorf. Wassertretbecken                                                           | ↴↳ Bückeburger Aue    | ⊙                                                              |
| Bild gesucht BW  | Auetal-Kathrinhagen       | Schaumburg        | Kneippanlage Kathrinhagen                                                                            |                       | ⊙ Waldparkplatz An der Eulenburg                               |
| Bild gesucht BW  | Bad Fallingbostel         | Heidekreis        | Wassertretstelle im Kurpark an der Böhme                                                             | ↴↳ Böhme              | ⊙                                                              |
| (weitere Bilder) | Bad Fallingbostel         | Heidekreis        | Kneipp-Armbecken Kurhaus Bad Fallingbostel                                                           |                       | ⊙ Kurhaus                                                      |
|                  | Bad Harzburg              | Goslar            | Wassertretbecken im Kurpark                                                                          |                       | ⊙                                                              |
| (weitere Bilder) | Bad Iburg                 | Osnabrück         | Wassertretbecken im Kurwald Bad Iburg, 2018 in die Niedersächsische Landesgartenschau einbezogen     |                       | ⊙ Kurwald                                                      |
| (weitere Bilder) | Bad Iburg                 | Osnabrück         | Wassertretbecken im Kneipp-Park Bad Iburg, 2018 in die Niedersächsische Landesgartenschau einbezogen |                       | ⊙ Kneipp-Park                                                  |
| (weitere Bilder) | Bad Iburg                 | Osnabrück         | Wassertretstelle für Menschen (hinten) und für Hunde (vorne) am Freeden                              | ↴↳ Freedenbach        | ⊙ Freeden                                                      |
| (weitere Bilder) | Bad Laer                  | Osnabrück         | Wassertretstelle im Kurpark Bad Laer                                                                 |                       | ⊙ Kurpark                                                      |
| (weitere Bilder) | Bad Lauterberg im Harz    | Göttingen         | Wassertretstelle an der Heibeek                                                                      | ↴↳ Heibeek            | ⊙                                                              |
| (weitere Bilder) | Bad Lauterberg im Harz    | Göttingen         | Wassertretstelle im Andreasbachtal                                                                   | ↴↳ Andreasbach        | ⊙                                                              |
| Bild gesucht BW  | Bad Münder am Deister     | Hameln-Pyrmont    | Kneipp-Becken, Kurpark                                                                               |                       | ⊙                                                              |
| Bild gesucht BW  | Bad Pyrmont               | Hameln-Pyrmont    | Barfuß-Parcours und Kneipp-Anlage im Kurpark                                                         |                       | ⊙                                                              |
| (weitere Bilder) | Berge                     | Osnabrück         | Wassertretbecken bei Berge                                                                           |                       | ⊙                                                              |
| (weitere Bilder) | Bösinghausen              | Göttingen         | Wassertretbecken westlich von Bösinghausen                                                           | ↴ Brunnen             | ⊙                                                              |
|                  | Braunlage                 | Goslar            | |                       | ⊙                                                              |
|                  | Bremervörde               | Rotenburg (Wümme) | Armbecken. Die Wassertretanlage befindet sich im Vörder See.                                         | ↴↳ Vörder See         | ⊙                                                              |
|                  | Bruchhausen-Vilsen        | Diepholz          | Zwei Kneippfreianlagen: im Kurpark und am Heiligenberg                                               |                       | ⊙                                                              |
| (weitere Bilder) | Celle                     | Celle             | Öffentliche und frei zugängliche Kneipp-Anlage im Französischen Garten in Celle                      |                       | ⊙ Französischer Garten                                         |
|                  | Dahlenrode                | Göttingen         | 1974 errichteten die Dorfbewohner in Eigenleistung eine Kneipp-Anlage (Wassertretbecken).            |                       | ⊙ In den Höfen                                                 |
|                  | Fallersleben              | Wolfsburg         | Kneipp-Armtauchbecken am Schwefelbad                                                                 |                       | ⊙ Am Schwefelbad                                               |
| Bild gesucht BW  | Flegessen                 | Hameln-Pyrmont    | Wassertretstelle                                                                                     | ↴↳ Steinbach          | ⊙                                                              |
|                  | Freren                    | Emsland           | Kneipp-Anlage am Sallersee                                                                           |                       | ⊙                                                              |
| Bild gesucht BW  | Grünenplan                | Holzminden        | Wassertretanlage Grünenplan                                                                          |                       | ⊙ Obere Hilsstraße                                             |
| Bild gesucht BW  | Hagen am Teutoburger Wald | Osnabrück         | Wassertretstelle am Borgberg                                                                         |                       | ⊙ Am Borgberg                                                  |
|                  | Hankensbüttel             | Gifhorn           | Kneipp-Anlage                                                                                        |                       | ⊙ Am Hankensbütteler Bach zwischen dem Wiesenweg und der B 244 |
|                  | Hannover                  | Region Hannover   | Wassertretbecken in der Fösse                                                                        | ↴↳ Fösse              | ⊙ In der Fösse ca. in Höhe des Jugendtreffs „El Dorado“.       |
|                  | Hanstedt                  | Harburg           | Wassertretanlage Hanstedt                                                                            | ↴↳ Schmale Aue        | ⊙                                                              |
|                  | Herzberg am Harz-Sieber   | Göttingen         | Wassertretestelle Sieber                                                                             |                       | ⊙                                                              |
| Bild gesucht BW  | Hessisch Oldendorf-Zersen | Hameln-Pyrmont    | Kneippanlage Am Blutbach                                                                             | ↴↳ Blutbach           | ⊙ Kneippstraße / Wanderparkplatz Kreuzsteinquelle              |
|                  | Hitzacker                 | Lüchow-Dannenberg | [ 11 ]                                                                                               |                       | ⊙                                                              |
| Bild gesucht BW  | Hoya                      | Nienburg          | Arm- und Wassertretbecken                                                                            |                       | ⊙                                                              |
| Bild gesucht BW  | Meppen                    | Emsland           | Kneipp-Anlage an der Koppelschleuse                                                                  |                       | ⊙                                                              |
| Bild gesucht BW  | Müden (Örtze)             | Celle             | Kneipp-Anlage an der ehemaligen Mühle in Müden                                                       | ↴↳ Örtze              | ⊙                                                              |
| (weitere Bilder) | Neuenkirchen              | Heidekreis        | Kneipp-Anlage auf dem Schröers-Hof in Neuenkirchen                                                   |                       | ⊙ Schröers-Hof                                                 |
| Bild gesucht BW  | Nordenham                 | Wesermarsch       | Kneipp-Anlage beim Gut Hansing                                                                       |                       | ⊙ Braker Straße                                                |
| Bild gesucht BW  | Schneverdingen            | Heidekreis        | Wassertretbecken im Walter-Peters-Park                                                               |                       | ⊙ Walter-Peters-Park                                           |
| Bild gesucht BW  | Sichelnstein              | Göttingen         | Wassertretanlage Sichelnstein                                                                        |                       | ⊙ Staufenbergstraße                                            |
| Bild gesucht BW  | Stadthagen                | Schaumburg        | Kneippanlage Stadthagen, bei der Schwefelquelle                                                      | ↴↳ Helsengrundbach    | ⊙                                                              |
|                  | Sulingen                  | Diepholz          | Wassertretanlage am Stadtsee an der Kornstraße                                                       |                       | ⊙                                                              |
| (weitere Bilder) | Syke                      | Diepholz          | Syker Kneipp-Anlage mit Wassertret- und Armtauchbecken                                               |                       | ⊙ im Edgar-Deichmann-Park (vorher Mühlenteich-Park)            |
|                  | Venne                     | Osnabrück         | Kneipp-Anlage am Burlagen Weg                                                                        |                       | ⊙                                                              |
|                  | Wennigsen (Deister)       | Region Hannover   | Wassertretstelle Lehmbrink                                                                           | ↴↳ Waldkaterbach      | ⊙                                                              |
|                  | Wennigser Mark            | Region Hannover   | Wassertretbecken                                                                                     | ↴↳ Forellenbach       | ⊙                                                              |
|                  | Wildeshausen              | Oldenburg         | Kneipp-Anlage im Kurpark an der Hunte                                                                |                       | ⊙                                                              |
|                  | Wolfsburg                 | Wolfsburg         | Kneipp-Anlage am Hang des Klieversberges oberhalb des CongressParks.                                 |                       | ⊙ Am Fußweg zwischen Klieverhagen und Sauerbruchstraße         |

## Ehemalige Kneipp-Anlagen
Folgende öffentliche Kneipp-Anlagen in Niedersachsen sind nicht mehr in Betrieb:
| Bild | Ort        | Kreis           | Beschreibung | Zufluss / Abfluss | Standort |
| ---- | ---------- | --------------- | --- | ----------------- | -------- |
|      | Bredenbeck | Region Hannover | Die Wassertretstelle Bredenbeck wurde vom Kneipp-Verein im Herbst 2013 wegen zu hohen erforderlichen Instandhaltungskosten aufgegeben und bis 2017 durch die Gemeinde Wennigsen zurückgebaut. |                   | ⊙        |